# Witold Rygorowicz
Witold Rygorowicz (ur. 1965 w Prudniku) – polski przedsiębiorca, działacz społeczny i sportowy.

## Życiorys
Absolwent Wyższej Szkoły Morskiej w Szczecinie. Od 26 sierpnia 2001 do 31 grudnia 2002 był przedstawicielem województwa opolskiego w Brukseli jako dyrektor Biura Województwa Opolskiego, gdzie wcześniej pracował jako urzędnik finansowy. Następnie był specjalistą do spraw integracji europejskiej w Urzędzie Miejskim w Prudniku.
Pracował również w Urzędzie Celnym we Wrocławiu, był kierownikiem działu eksportu w Zakładach Przemysłu Bawełnianego „Frotex” w Prudniku, starszym kontrolerem celnym w PC Biała, inspektorem załadunku portowego SVS sp. z o.o. Szczecin i kontrolerem załadunku w Zarządzie Morskich Portów Szczecin i Świnoujście. Po powrocie do Prudnika rozpoczął własną działalność gospodarczą, zajmował się ubezpieczeniami, zajęciami edukacyjnymi z techniki dla dzieci i młodzieży oraz prowadził agencję artystyczną.
W 2018 bezskutecznie ubiegał się o stanowisko burmistrza Prudnika z ramienia Sojuszu Lewicy Demokratycznej. W lipcu 2019 został dyrektorem do spraw inwestycji w Szpitalu Powiatowym w Prudniku (Prudnickie Centrum Medyczne), a od czerwca 2020 do kwietnia 2022 był jego prezesem. Jest również członkiem komisji rewizyjnej Pogoni Prudnik.
W 2023 został członkiem stowarzyszenia Porozumienie Samorządowe Powiatu Prudnickiego. W 2024 zadeklarował ubieganie się o stanowisko radnego Rady Miejskiej w Prudniku w wyborach samorządowych w tym samym roku z list KWW Grzegorza Zawiślaka – Porozumienie Samorządowe. Otrzymał 85 głosów, uzyskując mandat.

## Wyniki wyborcze
| Wybory | Komitet wyborczy | Komitet wyborczy             | Organ                   | Okręg | Wynik       |
| ------ | ---------------- | ---------------------------- | ----------------------- | ----- | ----------- |
| 2018   |                  | KKW SLD Lewica Razem         | Burmistrz Prudnika      |       | 832 (7,92%) |
| 2024   |                  | KWW Grzegorza Zawiślaka – PS | Rada Miejska w Prudniku | nr 2  | 85 (5,99%)  |